# Andrzej Hellmann
Andrzej Włodzimierz Hellmann (ur. 9 lutego 1947 w Bydgoszczy) – polski lekarz, hematolog i transplantolog, profesor nauk medycznych.

## Życiorys
Syn Haliny oraz profesora Włodzimierza Hellmanna, specjalisty w zakresie elektroenergetyki. Wnuk pułkownika Włodzimierza Hellmanna, uczestnika akcji pod Bezdanami. W 1971 ukończył studia medyczne na Wydziale Lekarskim Akademii Medycznej w Gdańsku. Uzyskał następnie stopień doktora, habilitował się w 1982. W 1995 otrzymał tytuł profesora nauk medycznych.
Specjalizował się w zakresie chorób wewnętrznych, hematologii i transplantologii klinicznej. Zawodowo związany z Akademią Medyczną w Gdańsku (od 2001 jako profesor zwyczajny), następnie po przekształceniu z Gdańskim Uniwersytetem Medycznym. W latach 1995–2001 był dyrektorem Instytutu Chorób Wewnętrznych, od 2005 do 2008 pełnił funkcję prorektora ds. nauki. W 1991 stanął na czele zorganizowanej przez siebie Katedry i Kliniki Hematologii i Transplantologii.
Członek m.in. European Hematology Association, European Group for Blood and Marrow Transplantation, American Society of Hematology, komitetów redakcyjnych „Acta Haematologica Polonica” i „Medycyny Praktycznej”. Był prezesem Polskiego Towarzystwa Hematologów i Transfuzjologów. Działa także w Polskiej Unii Onkologii, Polskim Towarzystwie Lekarskim i Towarzystwie Internistów Polskich. Należał do Komitetu Patofizjologii Klinicznej Polskiej Akademii Nauk.

## Odznaczenia i wyróżnienia
- Krzyż Oficerski Orderu Odrodzenia Polski (2012)[4]
- Krzyż Kawalerski Orderu Odrodzenia Polski (2002)[5]
- Złoty Krzyż Zasługi (1995)[6]
- Medal Komisji Edukacji Narodowej (2003)[2]
- Medal Księcia Mściwoja II (1998)[7]
- Tytuł „Radiowa Osobowość Roku” Radia Gdańsk (2003)[8]
- Nagrody Naukowe Ministra Zdrowia[2]